# ぐらばあ
ぐらばあは、野母商船が運航していた旅客船。

## 概要

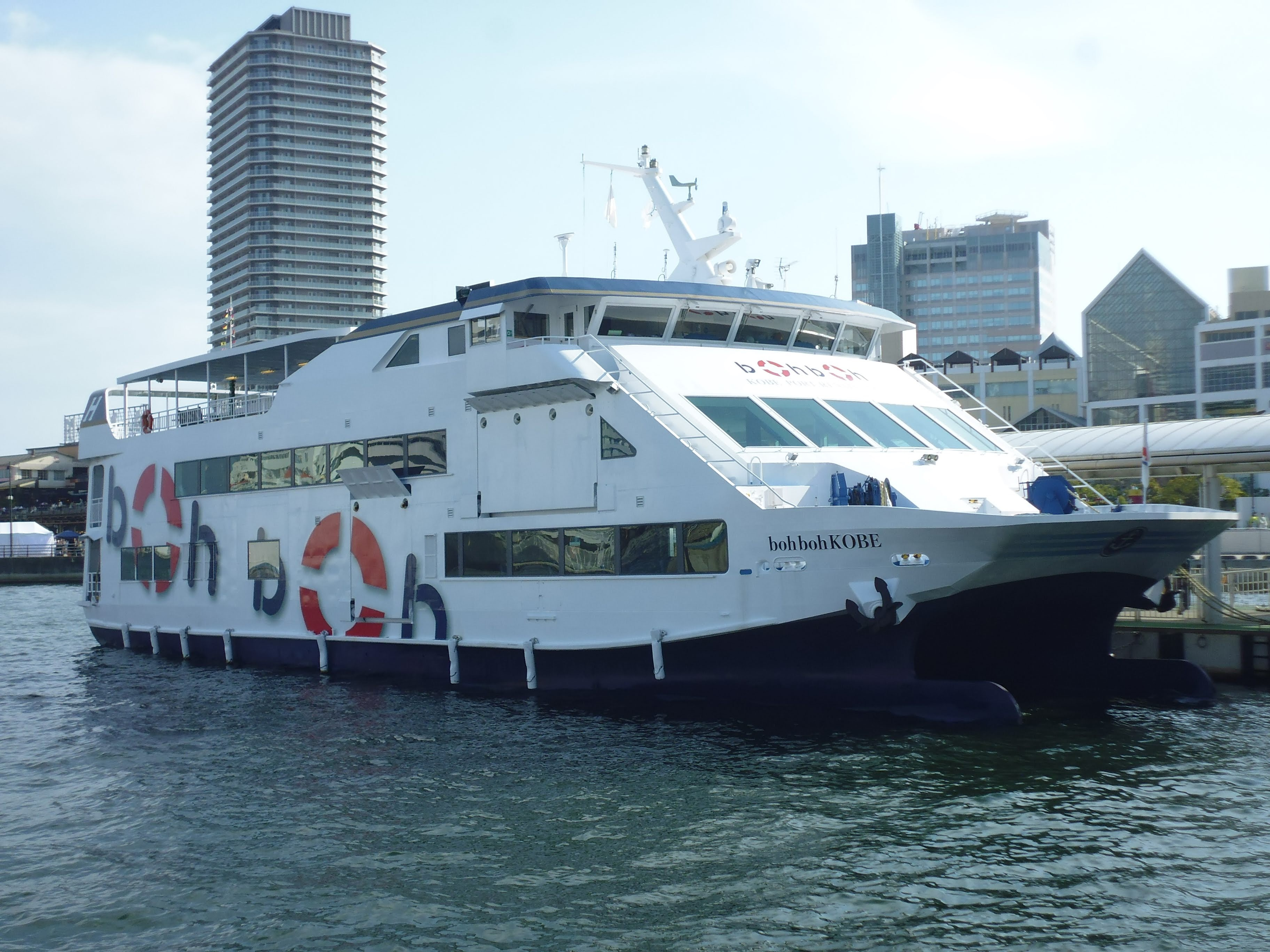
boh boh KOBE時代（2021年4月）

- 1972年就航の初代ぐらばあの代船として、瀬戸内クラフトで建造され、2004年7月6日に就航した。鉄道建設・運輸施設整備支援機構の共有建造制度を利用して建造された鉄道・運輸機構との共有船。また、日本船舶海洋工学会が主催するシップ・オブ・ザ・イヤー'04にて準賞を受賞した。
- 2019年9月には三菱重工業長崎造船所の規模縮小に伴う利用客の減少でチャーターバス輸送へ切り替えられ通勤船航路が廃止され引退となり[2]、早駒運輸が本船を取得し神戸港に停泊[3]、2020年9月20日より同社の神戸シーバスにて遊覧船「boh boh KOBE」（ボーボー・コウベ）として運航。

### 航路
野母商船
- 長崎港（大波止ターミナル） - 遠見 - 陰の尾 - 長浜
  - 三菱重工業長崎造船所香焼工場への通勤船として運航されており、香焼工場への通勤者以外は乗船出来なかった。
  - 香焼方面（往航）が2便、長崎港方面（複航）が3便設定されており、必要に応じて各2便まで増便されるが、造船所の休日には運休する場合がある。遠見、陰の尾には寄港しない便があるほか、複航第3便は遠見発となる。

神戸シーバス
- 神戸港（中突堤中央ターミナル）→川崎重工業神戸工場東岸付近→神戸空港・ポートアイランド付近（60分コース：西岸付近、90分コース：空港南岸・東岸-ポートアイランド東岸・北岸付近）→メリケンパーク付近

## 設計・船内
アルミ合金製の双胴船である。船体は3層構造で、1階と2階が船室、3階がデッキおよび操舵室となっており塗装は白を基調に下部には赤・青のラインが引かれ中段の白と合わせ長崎と関係の深いオランダの国旗をイメージしたものとした。長崎湾内の作業場、浮き桟橋などの施設に影響を与えないよう配慮しながら、航行速度を向上するため、水線下に特殊な船形を採用した。曳き波を低減するため、双胴部が蛇行するウェイブ形状になっており、16ノット航行時の波高が半減している。船内設備は通勤も労働環境の一部として快適さを考慮し1階は木目調のビジネスラウンジ風、2階はカラフルで明るい雰囲気、3階はガーデンテラス風とした。
2020年の「boh boh KOBE」への就役にあたっては、1階にカフェ・2階にYogiboのソファなどを備えた展望スペース・3階デッキにハーブガーデンを設置するといった改装が行われた。